# Прапор Мурованокуриловецького району
Пра́пор Мурованокурилове́цького райо́ну — офіційний символ Мурованокуриловецького району Вінницької області, затверджений 15 листопада 2002 року рішенням сесії Мурованокуриловецької районної ради.

## Опис
Прапор являє собою прямокутне полотнище зі співвідношенням сторін 2:3 та розділений по вертикалі на дві рівновеликі частини: синю та зелену. З боку древка у верхньому куті розміщено золоте шістнадцятипроменеве сонце з людським обличчям.